# ATP Challenger St. Petersburg
Der ATP Challenger St. Petersburg (offiziell: Grand Palace Championship) war ein Tennisturnier, das zunächst zwischen 2002 und 2006 in Sankt Petersburg, Russland, auf Sandplätzen stattfand. 2021 fand erneut ein Turnier in der Stadt statt. Es gehörte zur ATP Challenger Tour und wurde 2021 in der Halle auf Hartplatz gespielt.

## Liste der Sieger

### Einzel
| Jahr                         | Sieger            | Finalgegner            | Ergebnis          |
| ---------------------------- | ----------------- | ---------------------- | ----------------- |
| 2021 (2)                     | Jewgeni Tjurnew   | Kacper Żuk             | 6:4, 6:2          |
| 2021 (1)                     | Zizou Bergs       | Altuğ Çelikbilek       | 6:4, 3:6, 6:4     |
| 2007–2020: nicht ausgetragen |                   |                        |                   |
| 2006                         | David Guez        | Édouard Roger-Vasselin | 6:0, 6:2          |
| 2005                         | nicht ausgetragen | nicht ausgetragen      | nicht ausgetragen |
| 2004                         | Jean-René Lisnard | Stan Wawrinka          | 3:6, 7:5, 7:5     |
| 2003                         | Florian Mayer     | Michal Mertiňák        | 4:6, 7:63, 6:1    |
| 2002                         | Sergio Roitman    | Andrei Stoljarow       | 7:63, 6:2         |

### Doppel
| Jahr                         | Sieger                             | Finalgegner                          | Ergebnis          |
| ---------------------------- | ---------------------------------- | ------------------------------------ | ----------------- |
| 2021 (2)                     | Jesper de Jong Sem Verbeek         | Konstantin Krawtschuk Denis Jewsejew | 6:1, 3:6, [10:5]  |
| 2021 (1)                     | Christopher Eubanks Roberto Quiroz | Jesper de Jong Sem Verbeek           | 6:4, 6:3          |
| 2007–2020: nicht ausgetragen |                                    |                                      |                   |
| 2006                         | Murod Inoyatov Denis Istomin       | David Guez Édouard Roger-Vasselin    | 4:6, 6:4, [10:5]  |
| 2005                         | nicht ausgetragen                  | nicht ausgetragen                    | nicht ausgetragen |
| 2004                         | Michail Jelgin Andrei Mischin      | Daniele Giorgini Simone Vagnozzi     | 6:3, 5:7, 6:4     |
| 2003                         | Michail Jelgin Orest Tereschtschuk | Juri Schtschukin Dmitri Wlassow      | 3:6, 6:3, 7:5     |
| 2002                         | František Čermák Jaroslav Levinský | Artjom Derepasko Orest Tereschtschuk | 6:3, 6:2          |